# Erwin Läpple
Erwin Läpple (* 26. März 1925 in Stuttgart; † unbekannt) war ein deutscher Fußballspieler.

## Laufbahn

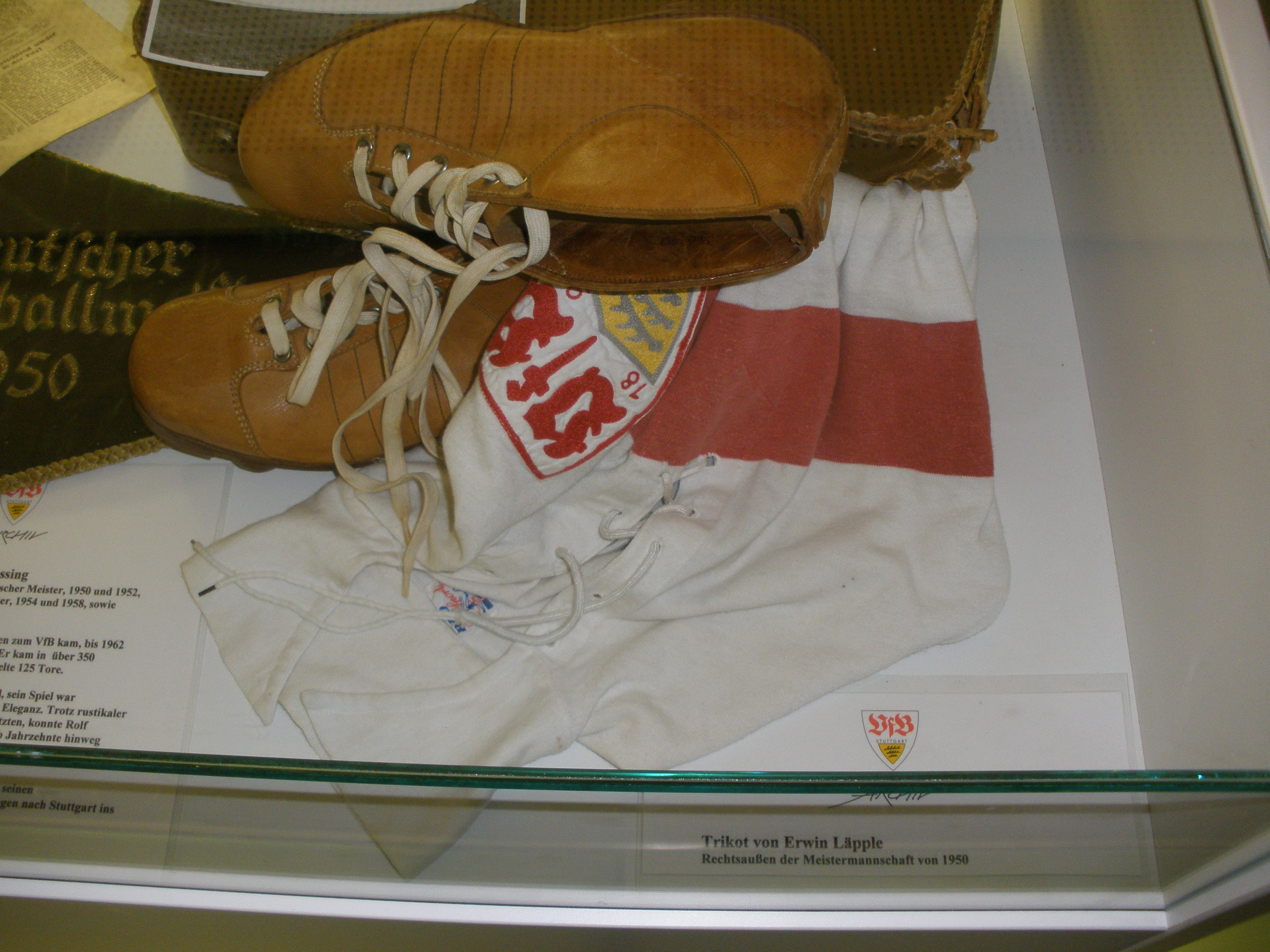
Trikot von Erwin Läpple

Der aus der TSVgg Stuttgart-Münster 1875/99 hervorgegangene Stürmer Erwin Läpple kam bereits am 2. Mai 1943 beim Endrundenspiel um die deutsche Fußballmeisterschaft für den VfB Stuttgart gegen den TSV 1860 München zum Einsatz. Nach dem Zweiten Weltkrieg gehörte er auch der ersten Meistermannschaft des VfB in der Fußball-Oberliga Süd in der Runde 1945/46 an. Am letzten Spieltag der Debütrunde der Oberliga, am 14. Juli 1946, gewann Stuttgart gegen den Tabellenführer 1. FC Nürnberg mit 1:0 Toren und eroberte damit den Meistertitel im Süden. Läpple stürmte dabei am rechten Flügel des von Torjäger Robert Schlienz (42 Tore) angeführten Angriffs der Schwaben-Elf. In den folgenden drei Runden konnte Stuttgart nicht entscheidend um die Spitzenplätze mitspielen. Zur Runde 1949/50 machte sich erstmals die Aufbauarbeit des Trainers Georg Wurzer bezahlt, der VfB kam hinter Meister SpVgg Fürth auf dem zweiten Platz im Süden ein und qualifizierte sich damit für die Endrunde.
Nach Erfolgen gegen den VfL Osnabrück, 1. FC Kaiserslautern und den Südmeister Fürth im Halbfinale wurde der Rechtsaußen durch einen 2:1-Erfolg gegen Kickers Offenbach 1950 Deutscher Meister. Im Finale brachte er seine Mannschaft vor 90.000 Zuschauern in Berlin in der 17. Minute mit 1:0 in Führung. Als der VfB 1952 wiederum die deutsche Meisterschaft gewann, hatte Läpple in der Endrunde in den Partien gegen Osnabrück und Tennis Borussia Berlin mitgewirkt, aber war verletzungsbedingt im Finale nicht zum Einsatz gekommen. In der Oberligarunde 1951/52 hatte er in 25 Partien sieben Treffer für die Meisterelf im Süden beigesteuert. Er war auch im letzten Rundenspiel, am 6. April 1952, gegen den 1. FC Nürnberg beim 2:0-Heimsieg zum Einsatz gekommen, womit sich der VfB mit einem Punkt Vorsprung den Titel im Süden vor dem Rivalen aus der Noris eroberte.
Für seine fußballerischen Leistungen erhielt er anlässlich des Gewinns der Deutschen Meisterschaft mit der gesamten Mannschaft des VfB Stuttgart am 30. Juni 1951 das Silberne Lorbeerblatt.
Insgesamt kam Erwin Läpple von 1945 bis 1952 für den VfB Stuttgart in der Oberliga Süd auf 208 Einsätze und erzielte dabei 53 Tore.
Für Süddeutschland stürmte er in den Repräsentativspielen am 17. Oktober 1948 in Nürnberg gegen Norddeutschland und am 11. November 1950 in Ludwigshafen gegen Südwestdeutschland.